# Żerków
Żerków este un oraș în Polonia.

## Personalități
- Albert Wojciech Adamkiewicz
- Giovanni Catenazzi, arhitect
- Jan Nepomucen Chrzan
- Bronisław Deplewski
- Heinrich Graetz
- Adam Mickiewicz
- Jakob Steinhardt